# Eugeniusz Obuchowski
Eugeniusz Obuchowski (ur. 22 września 1933 w Wierzbicznie, powiat kowelski) – polski zootechnik i działacz partyjny, poseł na Sejm PRL VII kadencji.

## Życiorys
Syn Franciszka i Anny, od 1945 mieszkał w województwie bydgoskim. Ukończył szkołę podstawową i w 1954 Technikum Weterynaryjne we Wrześni. W tym samym roku wstąpił do Polskiej Zjednoczonej Partii Robotniczej. Odbył staż pracy w Państwowym Zakładzie Unasieniania Zwierząt w Międzychodzie. Od 1955 pracował w Państwowej Stadninie Koni (najpierw jako zootechnik, następnie był zastępcą dyrektora). W 1964 objął stanowisko dyrektora Państwowego Ośrodka Hodowli Zarodowej w Grabowie. Był radnym Wojewódzkiej Rady Narodowej w Łomży. W lipcu 1975 zasiadł w egzekutywie Komitetu Gminnego PZPR w Grabowie, a w listopadzie tego samego roku w Komitecie Wojewódzkim partii w Łomży (był jego członkiem do stycznia 1980). W 1976 uzyskał mandat posła na Sejm PRL w okręgu Łomża, zasiadając w Komisji Nauki i Postępu Technicznego oraz w Komisji Rolnictwa i Przemysłu Spożywczego.